# Sistema RED
El Sistema RED es el medio en el cual las empresas y la Tesorería General de la Seguridad Social interactúan para el intercambio de información y documentos a través de internet. Por tanto, el Sistema RED es una plataforma donde las empresas pueden comunicar situaciones o cambios que son de obligado cumplimiento e información a la Seguridad Social.

La Tesorería General de la Seguridad Social lo define de la siguiente manera:
Es un servicio que ofrece la TGSS a empresas, agrupaciones de empresas y profesionales, cuya misión es permitir el intercambio de información y documentos entre ambas entidades (TGSS y usuarios) a través de INTERNET.

Por medio del Sistema RED se puede entrar en contacto directo con la TGSS que, gracias a los medios tecnológicos y elementos de seguridad necesarios, le permite el acceso a datos de empresa y trabajadores, así como la remisión de documentos de cotización y afiliación y partes médicos.

## Ámbito de actuación y aplicación subjetivo
El Sistema RED es una plataforma dirigida a empresas, asesores, gestores y profesionales para la gestión laboral, cuyos ámbitos de actuación son los siguientes:
- Afiliación: Gracias a la plataforma es posible comunicar las situación de altas, bajas y variaciones de trabajadores, por otro lado, también permite la solicitud de informes referidas al ámbito de afiliación.
- Cotización: La seguridad Social es la encargada de gestionar las cotizaciones de los Seguros Sociales de las empresas y pone a disposición de ellas el Sistema RED para realizar la confección de liquidaciones y efectuar dichos pagos
- INSS: El Instituto Nacional de la Seguridad Social dispone de un apartado habilitado para las gestiones relacionadas con la tramitación de los partes de alta, baja de trabajadores por Accidente de Trabajo y Enfermedad Profesional. Por otro lado, también se gestionan los partes de confirmación relacionadas con las Contingencias Comunes y las Contingencias Profesionales.
- Gestión de autorizaciones: En este apartado podrás asignarte CCCs o NAF e incluso asignarte usuarios secundarios para la autorización.

La normativa que regula el Sistema RED es la Orden ESS/214/2018, de 1 de marzo, por la que se modifica la Orden ESS/484/2013, de 26 de marzo, por la que se regula el Sistema de remisión electrónica de datos en el ámbito de la Seguridad Social. En sus artículos 1 y 2 más las diferentes disposiciones adicionales.
En la misma orden, se indica la obligatoriedad a la incorporación al Sistema RED de los sujetos obligados a cotizar, siendo los siguientes:
- Empresas, agrupaciones de empresas encuadrados en el Régimen General de la Seguridad Social y que tengan la obligación de cotizar
- Los trabajadores por Cuenta Propia o Autónomos,[4] los encuadrados en el Régimen Especial del MAR y el Régimen Especial de la Minería del Carbón que dispongan de trabajadores a su cargo.

No será obligatoria para los siguientes supuestos:
- En el Régimen General de la Seguridad Social, para las empresas, agrupaciones de empresas y demás sujetos responsables del cumplimiento de la obligación de cotizar, por lo que respecta al colectivo de profesionales taurinos y al Sistema Especial para Empleados de Hogar.
- En el Régimen Especial de la Seguridad Social de los Trabajadores del Mar, para los trabajadores por cuenta propia clasificados, a efectos de cotización, en los grupos segundo y tercero del artículo 10 de la Ley 47/2015, de 21 de octubre.

## Funcionamiento
Para poder acceder al Sistema RED es necesario disponer de autorización, dicha autorización se obtiene cumplimentando y entregando el Formulario FR. 101 que la TGSS pone a su disposición para su cumplimentación, firma y entrega por vía telemática. Por otro lado, también será obligatorio disponer de un certificado digital para poder acceder, dicho certificado debe ser de persona física y ser usuario principal o secundario de la autorización. Una vez dentro de la plataforma, se podrá visualizar los apartados de Afiliación, Cotización, Incapacidad Temporal y la Gestión de Autorizaciones.
Su funcionamiento principal es la comunicación y tratamiento de datos, es decir, las empresas deberán informar las situaciones de afiliación de trabajadores, así como realizar los envíos de cálculos de liquidaciones en donde la TGSS, posteriormente, respondería si dichos cálculos enviados son correctos o no.